# 法捷日區

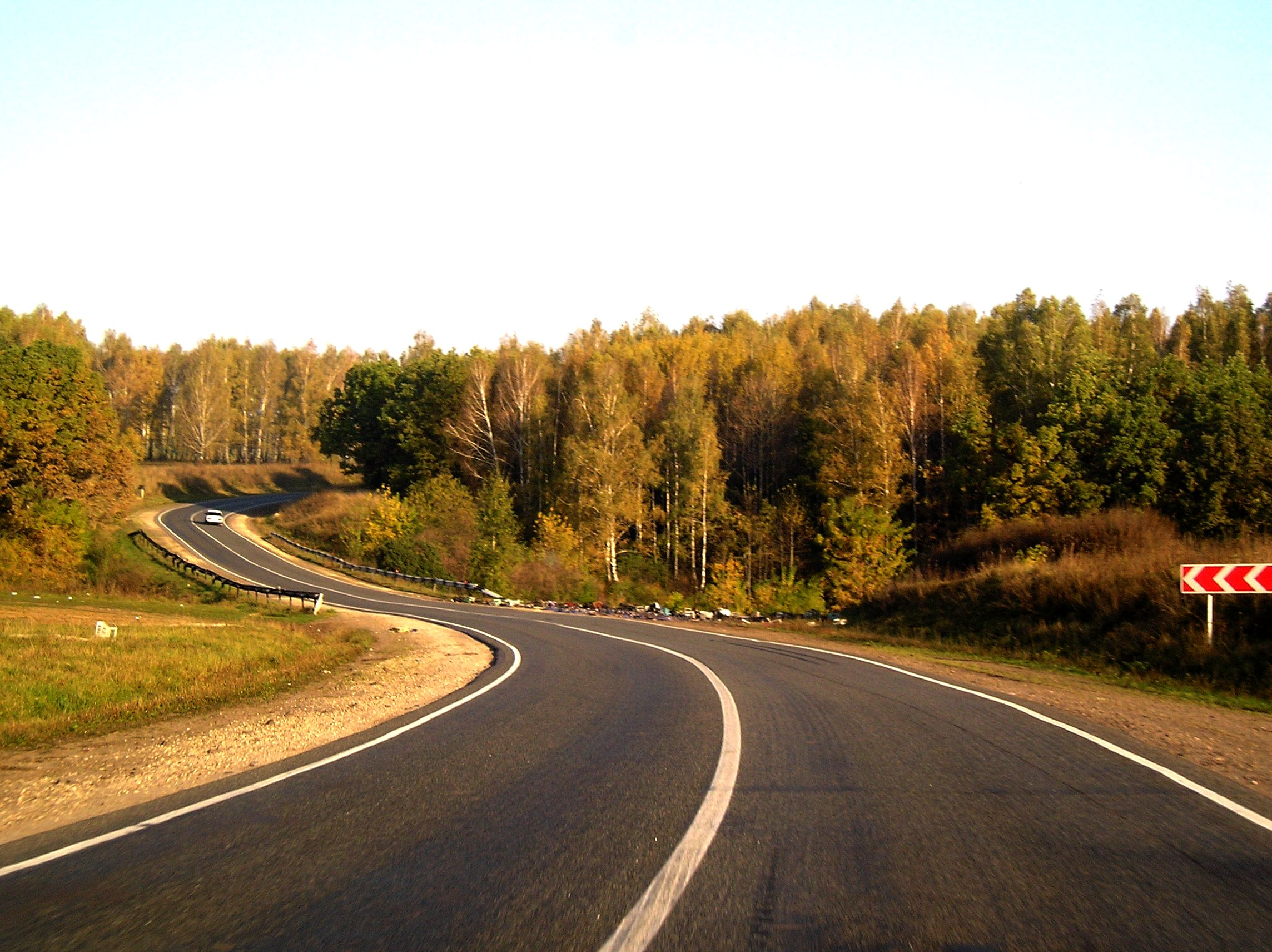

52°06′00″N 35°52′00″E / 52.1000°N 35.8667°E
法捷日區（俄语：Фатежский район），是俄羅斯的一個區，位於該國西部，由庫爾斯克州負責管轄，面積1,281平方公里，2010年該區人口18,885，人口密度每平方公里14.74人。